# ロバート・ワイラー
ロバート・ワイラー（Robert Wyler、1900年9月25日 - 1971年1月17日）は、ドイツ帝国・ミュールハウゼン出身のアメリカ合衆国の脚本家。映画監督ウィリアム・ワイラーの実兄である。
1948年に女優キャシー・オドネルと結婚する。

## 作品
- 探偵物語
- マドリッド最終列車
- 大いなる西部